# Heteronygmia flavescens
Heteronygmia flavescens är en fjärilsart som beskrevs av Holland 1893. Heteronygmia flavescens ingår i släktet Heteronygmia och familjen tofsspinnare. Inga underarter finns listade i Catalogue of Life.